# 福尔加里亚
福尔加里亚（義大利語：Folgaria），是意大利特伦托自治省的一个市镇。总面积71平方公里，人口3112人，人口密度43.8人/平方公里（2009年）。ISTAT代码为022087。

## 友好城市
- 德国黑灵斯多夫